# Villiers-en-Plaine
Villiers-en-Plaine is een gemeente in het Franse departement Deux-Sèvres (regio Nouvelle-Aquitaine) en telt 1285 inwoners (1999). De plaats maakt deel uit van het arrondissement Niort.

## Geografie
De oppervlakte van Villiers-en-Plaine bedraagt 28,1 km², de bevolkingsdichtheid is 45,7 inwoners per km².
De onderstaande kaart toont de ligging van Villiers-en-Plaine met de belangrijkste infrastructuur en aangrenzende gemeenten.

## Demografie
Onderstaande figuur toont het verloop van het inwonertal (bron: INSEE-tellingen).